# Axel von Löwen

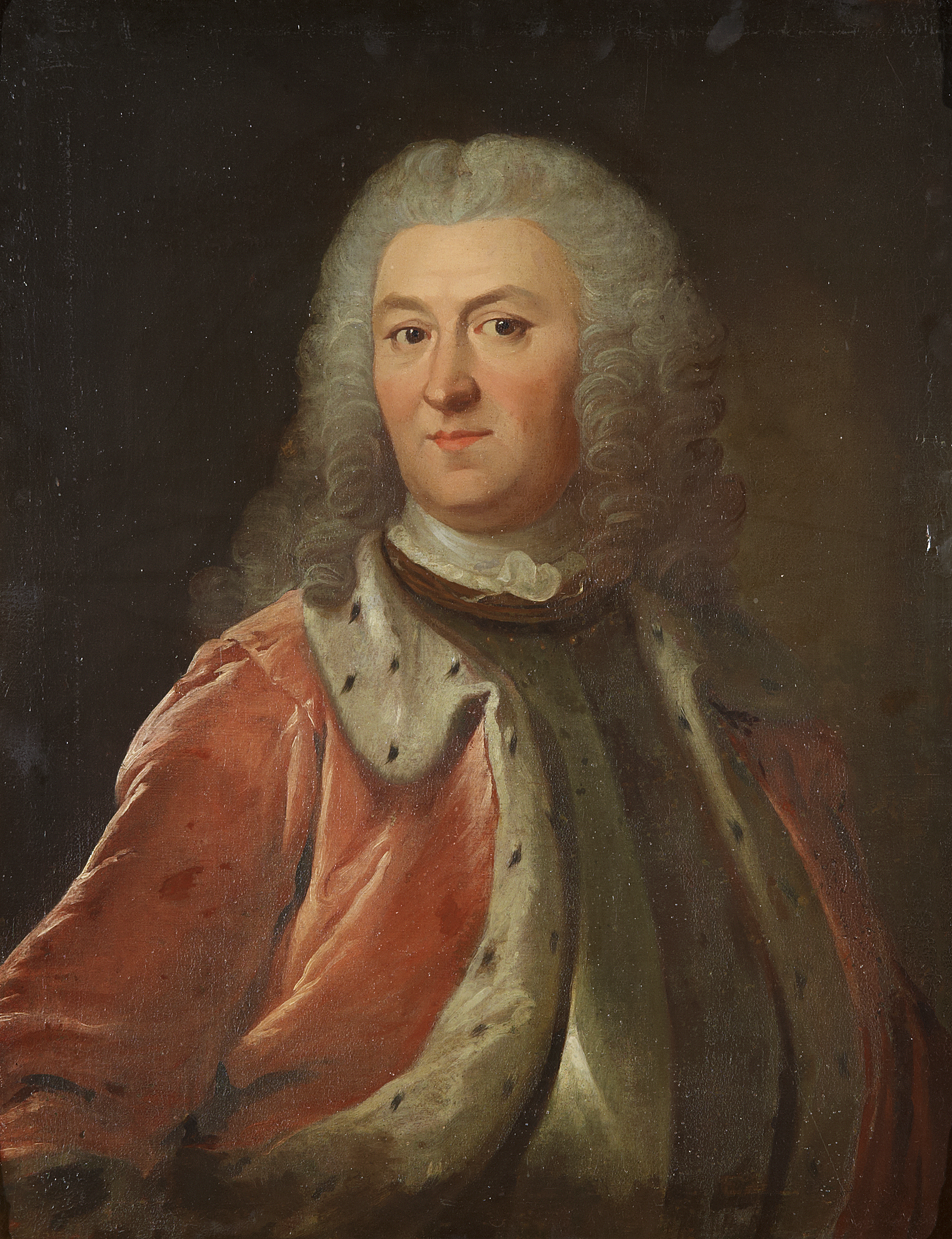
Axel Graf
von Löwen

Axel von Löwen, seit 1731 Freiherr, seit 1751 Graf, (* 1. November 1686 auf Gut Öbysholm, Frötuna; † 25. Juli 1772 in Stralsund) war ein schwedischer General der Infanterie und Generalgouverneur in Schwedisch-Vorpommern.

## Leben
Axel Löwen war der Sohn des Landeshauptmanns (landshövding) Otto Wilhelm Löwen. Er entschied sich sehr früh für eine militärische Laufbahn. Mit 17 Jahren wurde er vom schwedischen König Carl XII. als Volontär für Festungsverteidigung nach Elbing beordert. 1707 diente er unter Friedrich von Hessen und unter General Erik Sparre und wurde anschließend Generaladjutant des Prinzen von Oranien. 1707 heiratet er Sofia Carolina Piper. 1712 nahm Löwen an der Verteidigung Wismars gegen Dänemark teil.
Er stieg im Militär bis 1737 zum General der Infanterie und Kommandeur aller finnischen Truppen auf und erwarb sich einige Verdienste, was ihm auch die Freundschaft mit dem König einbrachte.
Nach dem Tod seiner ersten Frau 1732 heiratete er 1735 Eva Horn af Ekebyholm (1716–1790), die Tochter des Reichsrats und Kanzleipräsidenten Graf Arvid Bernhard Horn, was sich als äußerst günstig für seine politische Karriere erweisen sollte. Er gehörte ab 1739 zum Reichsrat, vermittelte geschickt zwischen den beiden Parteien hattarna und mössorna, schuf sich dabei allerdings auch politische Gegner. Seine Versetzung 1748 als Generalgouverneur in Schwedisch-Vorpommern hing daher nicht nur mit der Würdigung seiner Verdienste für das Königreich Schweden zusammen; es war auch die Gelegenheit für seine Gegner, ihn aus der politischen Landschaft in Stockholm zu entfernen.
Löwen trat 1747 die Nachfolge von Johann August Meyerfeldt an und blieb Generalgouverneur bis zu seiner Suspendierung vom Dienst im Jahr 1766. Seine Residenz, das Löwensche Palais, wurde beim Bombenangriff auf Stralsund am 6. Oktober 1944 zerstört. 1755 erwarb er das Gut Groß Schoritz.
Graf Löwen verstarb 1772 in Stralsund und wurde in der Kirche in Frötuna begraben.

## Sammlung und Bibliothek
Er widmete sich in Stralsund der Literatur, Kunst und Wissenschaft. Dabei legte er neben einer systematisch wissenschaftlichen Bibliothek umfangreiche Sammlungen an Kunst, Militaria und Pretiosen an, zu der auch prominente Geschenke seines Königs, zu denen einige Kleinodien, eine kostbare Prachtbibel sowie ein großes Bildnis Carls XII. zählte, mit dem von Löwen ein vertrautes Verhältnis pflegte.
Im Stadtarchiv Stralsund, in dem sein Nachlass gepflegt und seine umfangreiche Bibliothek aufbewahrt wird, sind zahlreiche Quittungen seiner Buchkäufe erhalten. Danach kaufte er für mindestens 3.636,36 Reichstaler von deutschen Buchhändlern und für mindestens 2.747,64 Reichstaler von schwedischen Händlern Bücher. Er unterhielt zudem Geschäftsbeziehungen zu Johann Carl Dähnert in Greifswald, Carl Urban Hjärne und Graf Olof Törnflycht. Eines der herausragendsten Erwerbungen für seine Bibliothek stellt die Handschrift des portugiesischen Mathematikers Francesco de Mello dar, die, in Paris hergestellt, seinem König und Gönner Manuel I. gewidmet war.
Über seine Sammlung errichtete er 1761 einen Fideikommiss zugunsten der Stadt Stralsund, wobei er darauf bestand, sie dem publico zum Dienst, öffentlich zugänglich zu machen. Die Sammlung blieb zunächst im großen Rathaussaal im Stralsunder Rathaus, der heute Löwenscher Saal genannt wird, und wurde 1795 erstmals inventarisiert. Das Protocollum inventationis verzeichnet 1.399 Buchtitel, Konvolute von Karten und Kupferstichen, 195 Gemälde und Graphiken, 24 Elfenbeinstatuen, Spielbretter, Pokale, Waffen, darunter 22 Gewehre, 6 Paar Pistolen, ein riesiges Festungsmodell, Artillerieinstrumente, und eine Anzahl von Armaturen und mechanische Maschinen – insgesamt einige Tausend Einzelteile. Von alledem ist nur ein Bruchteil geblieben. Unsachgemäße Lagerung, Ausleihen, die zunächst vorübergehende Räumung des Saals 1819 für den Empfang des preußischen Königs und 1849 die Verbannung auf den Rathausboden fügten der Sammlung schwere Schäden zu. 1859 wurde die dezimierte Sammlung dem Museumsverein der Stadt als Leihgabe überlassen. Die noch vorhandenen wertvollsten Stücke wurden im Zweiten Weltkrieg nach Boldevitz ausgelagert und gingen dort verloren. Nach 1989 wurde begonnen, die Stücke der Sammlung anhand der Inventarlisten von 1795 zu identifizieren und die Sammlung wieder als solche sichtbar in der ständigen Ausstellung im Kulturhistorischen Museum Stralsund zu präsentieren.
Die große Bibliothek der Löwen'schen Sammlung gehört mit heute 1.669 Titeln (1.978 Einzelbände) zu den umfangreichsten Beständen der historischen Bibliothek beim Stadtarchiv in Stralsund, welches im Johanniskloster untergebracht ist. Einzelne Bände tauchten allerdings 2012 auf dem antiquarischen Buchmarkt auf. Diese Bücher können aber auch aus den Verlusten stammen, die nach dem Ende des Zweiten Weltkriegs in den Auslagerungsorten eingetreten waren. Die Löwensche Bibliothek war mit 963 Bänden der am stärksten von diesen Verlusten betroffene Teilbestand der Archivbibliothek.

## Auszeichnungen
- 14, Juni 1731: Hebung in den schwedischen Freiherrnstand
- 20. Februar 1748: Mitglied der Königlich Schwedischen Akademie der Wissenschaften
- 16. April 1748: Kommandeur des Schwertordens
- 17. April 1748: Ritter des Seraphinenordens
- 21. November 1751: Hebung in den schwedischen Grafenstand